# NTT docomo
NTT docomo — крупнейший японский оператор мобильной связи, по состоянию на апрель 2010 года количество абонентов превышает 56 млн человек. Название официально является аббревиатурой выражения «do communications over the mobile network» («предоставлять услуги связи посредством мобильной сети»), а также является сложным словом dokomo из японского языка, обозначающим «повсюду».

## История компании
На примере истории NTT docomo можно проследить этапы развития мобильной связи в Японии.
Основные факты
- Июль 1992: Образование NTT Mobile Communications Network, Inc.
- Март 1993: Введение в эксплуатацию цифровой сотовой связи.
- Март 1997: Введение в эксплуатацию сервиса пакетной передачи данных.
- Октябрь 1998: Выход на Токийскую Фондовую Биржу.
- Декабрь 1998: Takes over Personal Handyphone System (PHS) business from NTT Personal Group
- Февраль 1999: Запуск сервиса i-mode
- Март 1999: Прекращение поддержки аналоговых сотовых телефонов
- Апрель 2000: Изменение официального названия компании на NTT DoCoMo, Inc.
- Май 2001: Запуск сервиса FOMA (экспериментальный)
- Октябрь 2001: Запуск сервиса FOMA (коммерческий)
- Март 2002: Выход на Лондонскую и Нью-Йоркскую биржи
- Декабрь 2005: Запуск сервиса мобильных кредитных карт iD
- 2010 год — началась продажа первого в мире телефона разделяющегося типа docomo PRIME series F-04B, разработанного компанией Fujitsu для оператора NTT DoCoMo в 2008 году.

О компании NTT DoCoMo:

Появление мобильного телефона в нашей жизни круто перевернуло наш мир, и NTT DoCoMo всегда была на вершине этой революции. Компания предоставляет очень широкий спектр услуг в области связи для более чем 51 миллиона потребителей. NTT DoCoMo является одним из мировых лидеров в области мобильной связи.
Запуск нашего сервиса i-mode в 1999 году, который позволяет получать электронную почту, доступ в интернет для более чем 47 миллиона клиентов, и проект FOMA, запущенный в 2001 как первый в мире мобильный сервис третьего поколения (3G), основанный на технологии WCDMA, серьёзно изменили представление о мобильной связи в Японии. Этим мы заслужили признание в мире. Но это всего лишь первые шаги на пути к триумфу полного внедрения мобильного телефона в повседневную жизнь.
NTT DoCoMo будет продолжать помогать нашим клиентам без проблем оставаться на связи по всему миру, и переосмысливать роль мобильных коммуникаций в вашей жизни.

## Услуги

### FOMA
DoCoMo был первым оператором, запустившим мобильную связь третьего поколения (3G) . Сервис DoCoMo 3G идет у компании под маркой FOMA. На сегодняшний день (2007) FOMA использует технологию WCDMA, дающую скорость 384 Кбит/с. DoCoMo в основном использует протокол, отличающийся от европейской версии UMTS, но компания предпринимает некоторые шаги к модификации своей сети FOMA, чтобы полностью соответствовать стандарту UMTS, принятому в мире. Приехав в Японию, вы можете ощутить, что крупнейший оператор сотовой связи DoCoMo имеет очень плохое покрытие сети UMTS, но это не так. Просто ваш телефон может работать только на тех участках, где протокол соответствует европейской версии, а таких мест ещё пока мало.

### HSDPA
DoCoMo работает в направлении увеличения скорости соединения до 14.4 Мбит/с, используя HSDPA.
Связь со скоростью до 3.6 Мбит/сек. на ячейку для исходящего от базовой станции сигнала запущена в августе 2005.

## Владельцы
Nippon Telegraph and Telephone (Ltd.) 62,89 %
Japan Trustee Services Bank (Ltd.) (Trust Account) 2,51 %
Japan Trustee Services Bank (Ltd.) (Trust 4G) 2,19 %
(на 30 сентября 30, 2009)

## Сотовые Телефоны представленные под маркой NTT DoCoMo
Их телефоны продаются и представлены в двух сериях: NEXT и WITH.
Ntt Docomo продает телефоны под своей маркой. Определить же производителя можно по первым буквам в названии модели. Например: DoCoMo L-02B, где первая буква L обозначает производителя LG.
 Расшифровка кодов остальных производителей: 
- СА — Casio
- F — Fujitsu
- HC — HTC
- L — LG
- M — Motorola
- N — NEC
- NK — Nokia
- P — Panasonic
- SC — Samsung
- Sh — Sharp
- So — Sony
- T — Toshiba

## Спорт
В японской регбийной Топ-Лиге выступает команда НТТ Докомо Ред Харрикейнз, спонсором которой и является компания NTT Docomo.